# Jauma Mateu
Jauma Mateu (Sonora, 12 de dezembro de 1985) é um ator mexicano.

## Biografia
Desde menino começou fazendo comerciais, depois em 2005 fez sua inscrição para o CEA (Centro de Educação Artística de Televisa). Seus estudos os realizou na Cidade do México.
Estreou na televisão em 2009, na novela Camaleones. Porém o papel que lhe ascendeu a carreira foi o David, na novela La fuerza del destino.
Em 2012 se integrou ao elenco da novela La mujer del vendaval.  Em 2014 participa da novela La sombra del pasado. 

## Carreira
- Pasión y poder (2015) ... Miguel Montenegro Forero
- La sombra del pasado (2014-2015) ... Patricio Morán "Pato/Ganso"
- Cuenta pendiente (2014) ... Roberto Villalva
- La mujer del vendaval (2012-2013) ... Mauro Urquiza
- Como dice el dicho (2012) "El que la hace la paga" ... Jorge
- La fuerza del destino (2011) ... David Lara
- Morir en martes (2010) ... Aldo Marretti
- Mujeres asesinas (2009) ... DIEM (VARIOS EPISODIOS)